# Monticole espion
Monticola explorator
Espèce
Statut de conservation UICN

 NT  : Quasi menacé
Le Monticole espion (Monticola explorator) est une espèce de passereaux de la famille des Muscicapidae qui vit en Afrique du Sud, y compris au Lesotho et au Eswatini

## Description
Le monticole espion mesure 18 cm. Son dos et sa tête ont un plumage uniformément gris, le bout de ses ailes et le côté supérieur de sa queue sont bruns striés de gris; son ventre et le côté inférieur de sa queue sont orange. La femelle est brune, le ventre légèrement orangé et le cou légèrement blanchâtre.

## Habitat
Le monticole espion vit dans les régions montagneuses des hautes savanes sèches.

## Sous-espèces
D'après le Congrès ornithologique international, cette espèce est constituée des deux sous-espèces suivantes :
- Monticola explorator explorator qui vit dans le sud-ouest de la province du Cap, au Transvaal et au Natal ;
- Monticola explorator tenebriformis qui vit dans la région des monts Lebombo débordant au Swaziland, ainsi qu'à la limite du Mozambique.